# Angle de contacte
L' angle de contacte  es refereix a l'angle que forma la superfície d'un líquid en entrar en contacte amb un sòlid. El valor de l'angle de contacte depèn principalment de la relació que existeix entre les forces adhesives entre el líquid i el sòlid i les forces cohesives del líquid. Quan les forces adhesives amb la superfície del sòlid són molt grans amb relació a les forces cohesives, l'angle de contacte és menor de 90 graus sexagesimals, tenint com a resultat que el líquid mulla la superfície.

La gota A estaria sobre una superfície hidròfoba mentre que la gota C estaria sobre una superfície hidròfila

## Angles de contacte habituals

Simulació per ordinador de la superfície d'una fulla de Lotus

Considerem un líquid ha caigut sobre una superfície sòlida. Si el líquid és atret fortament per la superfície sòlida (per exemple aigua sobre un sòlid hidròfil) la gota s'estendrà completament pel sòlid i l'angle de contacte serà aproximadament 0°. Per als sòlids que siguin menys hidròfils l'angle de contacte pot variar entre 0° i 30º. Si la superfície del sòlid és hidròfoba l'angle de contacte serà més gran que 90 º. En superfícies molt hidròfobes l'angle pot ser més gran a 150º i fins i tot proper a 180°. En aquests casos l'aigua reposa sobre la superfície però no la mulla ni tampoc s'estén sobre elles. A algunes d'aquestes superfícies se'ls anomena superhidròfobes i poden ser obtingudes a partir de superfícies fluorades com el Tefló que té una microtexturada apropiada per a això. Aquest efecte és anomenat l'efecte Lotus a causa de la planta "Lotus" amb fulles especials que desenvolupen aquesta habilitat mitjançant petites protuberàncies i que poden ser superhidròfobes fins i tot amb mel.

## Descripció teòrica

Exemple d'un angle de contacte en un líquid

La descripció teòrica del contacte aparèixer com la consideració de l'equilibri termodinàmic de tres fases: la fase líquida de la gota (L), la fase sòlida de la superfície (S) i la fase gas de l'aire de l'ambient (V) (que és una barreja de l'atmosfera ambient i una concentració equilibrada de vapor del líquid). La fase V pot ser fins i tot un altre líquid immiscible. En equilibri el potencial químic en les tres fases haurà de ser igual. No obstant això és convenient emmarcar la discussió en termes d'energies intersuperficiales. Si definim l'energia intersuperficial sòlid-vapor com {\displaystyle \gamma _{SV}}, l'energia sòlid-líquid com {\displaystyle \gamma _{SL}} i l'energia líquid-vapor (vegeu tensió superficial) com {\displaystyle \gamma }, podem escriure una equació que pugui satisfer l'equilibri (coneguda com l'equació de Young):
{\displaystyle 0=\gamma _{\mathrm {SV} }-\gamma _{\mathrm {SL} }-\gamma \cos \alpha \mathrm {C} \,}
on {\displaystyle \alpha \mathrm {C} } és l'angle de contacte en equilibri.
L'equació de Young assumeix que la superfície és perfectament plana, i en molts casos la rugositat de la superfície i les impureses causen una desviació en l'angle de contacte en equilibri que prediu l'equació de Young. Fins i tot en una superfície perfectament llisa s'assumeix que existeix un ampli espectre de ángulos de contacte entre el més alt (avançat) {\displaystyle \alpha \mathrm {A} } i el més baix (retrocedit) {\displaystyle \alpha \mathrm {R} }. L'angle de contacte d'equilibri ({\displaystyle \alpha \mathrm {C} }) pot ser calculat a partir de {\displaystyle \alpha \mathrm {A} } i {\displaystyle \alpha \mathrm {R} }, la qual cosa va ser demostrat per Tadmor:
{\displaystyle \alpha \mathrm {C} =\arccos {\frac {r_{\mathrm {A} }\cos {\alpha \mathrm {A} }+r_{\mathrm {R} }\cos {\alpha \mathrm {R} }}{r_{\mathrm {A} }+r_{\mathrm {R} }}}}
On,
{\displaystyle r_{\mathrm {A} }={\sqrt[{3}]{\frac {\sin ^{3}{\alpha \mathrm {A} }}{2/3\cos {\alpha \mathrm {A} }+\cos ^{3}{\alpha \mathrm {A} }}}}}
i
{\displaystyle r_{\mathrm {R} }={\sqrt[{3}]{\frac {\sin ^{3}{\alpha \mathrm {R} }}{2/3\cos {\alpha \mathrm {R} }+\cos ^{3}{\alpha \mathrm {R} }}}}}
L'angle de contacte pot ser usat més per determinar l'energia superficial, sempre que una altra energia superficial sigui coneguda. L'equació pot ser reescrita de la manera Young-Dupre:
{\displaystyle \gamma (1+\cos \alpha \mathrm {C} )=\Delta W_{\mathrm {SLV} }\,}
on {\displaystyle \Delta W_{\mathrm {SLV} }} és l'energia d'adhesió per unitat d'àrea de superfícies sòlid-líquid en el medi V.